# Gunung Genting Gegiring
Gunung Genting Gegiring är ett berg i Indonesien.   Det ligger i provinsen Aceh, i den västra delen av landet, 1 600 km nordväst om huvudstaden Jakarta. Toppen på Gunung Genting Gegiring är 1 551 meter över havet, eller 71 meter över den omgivande terrängen. Bredden vid basen är 2,4 km.
Terrängen runt Gunung Genting Gegiring är kuperad österut, men västerut är den bergig.Runt Gunung Genting Gegiring är det ganska glesbefolkat, med 34 invånare per kvadratkilometer. I omgivningarna runt Gunung Genting Gegiring växer i huvudsak städsegrön lövskog.